# San Miguel (Iloilo)
San Miguel é um município de  terceira classe de renda municipal (d) na província Iloilo, nas Filipinas. De acordo com o censo de 1 de maio  de  2020 possui uma população de 30 115 pessoas e 7 371 domicílios.